# Šuo-fang
Šuo-fang (čínsky pchin-jinem Shuòfāng, znaky 朔方), doslovně „Severní kraj/směr“, je historický region v severní Číně. V různých dobách zahrnoval větší či menší část Ordosu, území Vnitřního Mongolska jižně od Žluté řeky, případně i přilehlá území na druhém, severním, břehu.
Od roku 127 př. n. l. byl Šuo-fang v severozápadním Ordosu jednou z komandérií říše Západní Chan, za Východních Chanů byla zrušena. Přechodně byla obnovena ve státu Pozdní Čao a opět v říši Severní Wej, a zrušena ve státu Severní Čou. V říši Suej byl Šuo-fang roku 607 obnoven přejmenováním z kraje Sien-čou, roku 628, již za Tchangů se vrátil k názvu Sien-čou. V letech 724–758 se severozápad Ordosu opět nazýval Šuo-fang a místo kraje byl komandérií. Sídlem komandérie/kraje Šuo-fang byl stejnojmenný okres, za Chanů v dnešní korouhvi Urad Omnod, za Tchangů v korouhvi Uxin.
V období Západní Chan byl Šuo-fang také jednou z kontrolních oblastí, zahrnující část severozápadu říše od severu Šen-si přes Ordos až po Ning-sia a severovýchod Kan-su. V období Východní Chan byla oblast roku 35 sloučena s oblastí Ping-čou.
V říši Tchang byl Šuo-fang také pohraniční vojenská oblast kontrolovaná guvernérem ťie-tu-š’, vznikla v letech 713/721 a trvala do roku 887. Zahrnovala území Ordosu, Ning-sia a sever Šen-si, guvernér ťie-tu-š’ sídlil v Ling-čou.